# جيمس سي مارشال
جيمس ك. مارشال (بالإنجليزية: James C. Marshall)‏ هو عسكري وسياسي أمريكي، ولد في 15 أكتوبر 1897 في الولايات المتحدة، وتوفي في 19 يوليو 1977 في سيراكيوز في الولايات المتحدة.